# WISE 2359-7335
WISE 2359-7335 (= 2MASS J23594034-7335055) is een bruine dwerg met een spectraalklasse van T5.5. De ster bevindt zich 37,62 lichtjaar van de zon.